# Большой Вилюй
Большой Вилюй — река на полуострове Камчатка в России.
Длина реки — 23 км. Протекает по территории Вилючинского городского округа Камчатского края. Впадает в Тихий океан.

## Данные водного реестра
По данным государственного водного реестра России относится к Анадыро-Колымскому бассейновому округу.
Код объекта в государственном водном реестре — 19070000212120000023374.